# 北川智繪
北川智繪（1933年12月14日—），日本資深女演員、配音員。出身於東京都。身高153cm。

## 人物簡介
現在是希樂星所屬。北川從參加演藝工作以來，在演員名單中可以看到她的名字以「北川智」、「北川知」等方式記載。以前還有以北川 智惠子（きたがわ ちえこ）名義活動。
北川除了從事配音員或演員的工作之外，同時是劇團「話藝寫」主宰，專門進行朗讀公演的指導、及培育後進新人解說員為主。

## 主要演出作品

### 電視劇
- 3年B班金八老師 第2系列（1980年）－青木繁好的母親
- 新·女搜査官（日语：女捜査官#新・女捜査官） 第8話「黑暗標的是婦人警官」（1983年）
- 再次重逢之日（日语：また逢う日）（1983年）
- 只限於我的孩子…（日语：うちの子にかぎって…） 第2系列第11話（1985年）－整理者
- 夫婦生活（日语：夫婦生活 (テレビドラマ)）（1985年）
- 家栽的人（日语：家栽の人）（1993年）
- 隼新八御用帳（日语：はやぶさ新八御用帳）（1993年）
- 上班族刑事（日语：サラリーマン刑事）（1998年）
- 花村大介（日语：花村大介）（2000年）
- 戀人狙擊手 EPISODE2（日语：恋人はスナイパー）（2002年）
- 怪談新耳袋（2003年）

### 電影
- 學校怪談2（紫婆婆）

### 電視動畫
1967年
- （老奶奶）
- 冒險伽波天島（日语：冒険ガボテン島）（居禮）
- 緞帶騎士（普拉斯蒂克[2]）

1968年
- 動物1（日语：アニマル1）（東三郎）
- 巨人之星（左門雅弘、龍卷集團的由美）

1969年
- 排球甜心（工藤圭子、八木澤靜〈第2代〉、山本操〈第2代〉）

1971年
1972年
- 隆一漫畫劇場 音部妖怪（日语：おんぶおばけ）（權）
- 根性青蛙

1974年
- 山林小獵人 (1974年版)

1975年
- 草原少女蘿拉（蘇西）

1976年
- 尋母三千里（艾密里歐〈初代〉）
- 漫畫花之係長（日语：花の係長）（社員[3]）
- 無敵飛天俠（バアヤ）
- 機器人之子比頓（日语：ろぼっ子ビートン）（團子〈初代〉）

1980年
- 怪物小王子 (1980年版)（風之又來三）
- 摔倒騎士德拉曼查（日语：ずっこけナイトドンデラマンチャ）
- 湯姆歷險記（女僕）

1981年
- 靈犬雪麗（蘿倫莎、胡安）
- 最強機器人大王者（幼少時期的萊恩）

1982年
- 衝鋒勝平（日语：ダッシュ勝平）（坂本勝平の祖母）

1983年
- 小超人帕門 (1983年版)（達坊 等）
- 魔法小天使（木所竹）

1986年
- 甜蜜公主（阿留、祈禱師）
- 綠野仙蹤（蒙比）
- 青春動畫全集（日语：青春アニメ全集）（古賀房）

1987年
- 超能力魔美（狹間可代）
- 城市獵人（鷲尾一郎）

1988年
- 狗仔爺爺 (1987年版)（日语：のらくろクン）（奶奶）

1989年
- 亂馬½ 熱鬥篇（松）

1990年
- 美味大挑戰（平井里、關本悅子）
- 哆啦A夢 (大山羨代版)（迷你哆啦〈初代〉）

1991年
- 快樂的嚕嚕米一家 冒險日記（神秘老婆婆）
- 人魚公主 瑪莉娜的冒險（日语：人魚姫 マリーナの冒険）（魔女）

1992年
- 蠟筆小新（野原鶴〈初代〉）

1993年
- 忍者亂太郎（田能小百合）

1997年
- 橫行太保（敏）

2001年
- 名偵探柯南（島袋君惠的奶奶〈島袋彌琴〉）

2003年
- 烏龍派出所（克莉絲·T伯爵夫人）

2005年
- 蟲師（老奶奶）

2007年
- 風之少女艾蜜莉（卡洛琳・普里斯特）

### 電影動畫
1989年
- 哆啦美：迷你哆啦SOS（迷你哆啦）

1991年
- 兒時的點點滴滴（岡島妙子的奶奶[4]）

2001年
- 蠟筆小新：風起雲湧 猛烈！大人帝國的反擊（野原鶴）

### 遊戲
1997年
- 哆啦A夢2 SOS！童話王國（日语：ドラえもん2 SOS!おとぎの国）（魔女）

### 外語配音
※作品依英文名稱及英文原名排序。

#### 電影
- 倩女幽魂III：道道道（姥姥〈劉兆銘 飾演〉）
- 阿達一族大集合（英语：Addams Family Reunion）（Grandmama Addams〈Jerry Messing 飾演〉）
- 驚天動地60秒 (1974年電影)（英语：Gone in 60 Seconds (1974 film)） ※日本電視台版。
- 警察學校4：全民警察（英语：Police Academy 4: Citizens on Patrol）（Mrs. Lois Feldman〈Billie Bird 飾演〉）※TBS版[a]。

#### 電視影集
- 神探可倫坡（魂之十字軍的裁縫工作人員）－第24集。

### 其它
- （洽姆洽姆）※「和媽媽一起（日语：おかあさんといっしょ）」內的單元

## 來源
1. 1 2 3  . 希樂星.   [2017-07-05]. （原始内容存档于2012-06-11） （日语）.
2. ↑  . 手塚治虫公式官網.   [2016-05-21]. （原始内容存档于2016-05-20） （日语）.
3. ↑  . TMS Entertainment.   [2016-06-20]. （原始内容存档于2016-06-25） （日语）.
4. ↑  . 金曜ROAD SHOW！.   [2016-06-05]. （原始内容存档于2016-06-16） （日语）.

## 外部連結
- 希樂星公式官網的演員簡歷（页面存档备份，存于） （日語）
- 北川智繪（页面存档备份，存于） （日語）－日本電影資料庫
- 北川智繪（页面存档备份，存于） （日語）－allcinema（日语：allcinema）
- 北川智繪（页面存档备份，存于） （日語）－KINENOTE
- Chie Kitagawa在互联网电影资料库（IMDb）上的資料（英文）
- 北川智繪  Movie Walker（页面存档备份，存于） （日語）